# Lophocolea connata
Lophocolea connata là một loài Rêu trong họ Lophocoleaceae. Loài này được (Sw.) Nees mô tả khoa học đầu tiên năm 1839.